# ديلي نوكس
ديلي نوكس (بالإنجليزية: Dilly Knox)‏ (و. 1884 – 1943 م) هو عالم تعمية، ورياضياتي، وعالم برديات، ولغوي بريطاني، ولد في أكسفورد، توفي عن عمر يناهز 59 عاماً، بسبب لمفوما.

## التعليم
تعلم في كلية الملك في كامبريدج، وتعلم في كلية إيتون
.

## جوائز
حصل على جوائز منها:

شريك وسام القديس ميخائيل والقديس جورج